# عولمة سياسية
يشير مصطلح العولمة السياسية إلى نمو نظام سياسي عالمي من ناحية الحجم أو التعقيد. ويشمل هذا النظام الحكومات الوطنية، ومنظماتها الحكومية، والمنظمات الحكومية الدولية، بالإضافة إلى العناصر غير الحكومية في المجتمع المدني العالمي مثل المنظمات الدولية غير الحكومية ومنظمات الحركات الاجتماعية. يتضمن تطور العولمة السياسية تراجع أهمية الدولة القومية، وظهور جهات فاعلة أخرى على الساحة السياسية. يعتبر تشكيل الأمم المتحدة ووجودها أحد الأمثلة الكلاسيكية للعولمة السياسية.
العولمة السياسية هي أحد الأبعاد الرئيسية الثلاثة للعولمة الموجودة في الأدبيات الأكاديمية، بينما تشكل كل من العولمة الاقتصادية والعولمة الثقافية البعدان الآخران.

## تعريفات
عرّف ويليام تومسون العولمة على أنها توسيع النظام السياسي العالمي ومؤسساته التي تدار فيها المعاملات بين الأقاليم بما في ذلك المعاملات التجارية. عرّفها فالنتين ماغدم بأنها توجه متزايد نحو التعددية (التي تلعب فيها الأمم المتحدة دورًا رئيسيًا)، ونحو جهاز دولي عالمي ناشئ يتجاوز الحدود الإقليمية، ونحو ظهور منظمات غير حكومية وطنية ودولية تعمل كرقيب على الحكومات، والتي ازدادت أنشطتها ونفوذها. عرفها مانفريد بي. ستيغر بدوره على أنها تكثيف وتوسيع العلاقات السياسية المتبادلة في جميع أنحاء العالم. جاء تعريف العولمة السياسية الأطول على لسان كولين كراوتش، تشير العولمة السياسية إلى القوة المتنامية لمؤسسات الحوكمة العالمية مثل البنك الدولي، وصندوق النقد الدولي، ومنظمة التجارة العالمية، ولكنها تشير أيضًا إلى انتشار وازدياد نفوذ المنظمات الدولية غير الحكومية، ومنظمات الحركات الاجتماعية، وشبكات الدعم العالمية التي تعمل عبر الحدود وتشكل ما يشبه المجتمع المدني العالمي. عرفها جيرارد ديلانتي وكريس ريمفورد على أنها نتاج التفاعل بين ثلاث عمليات التي ينتج عنها مجال معقد من السياسة العالمية: الجغرافيا السياسية العالمية، والثقافة المعيارية العالمية، والشبكات متعددة المراكز. يعرّف كتاب (البيان الفيدرالي العالمي، دليل العولمة السياسية) العولمة السياسية بأنها إنشاء نظام للحكم العالمي ينظم العلاقات بين الأمم ويضمن الحقوق الناشئة عن العولمة الاجتماعية والاقتصادية.

## المنهجية
اهتم سلفاتوري بابونز بالمصادر التي يستخدمها الباحثون لدراسة العولمة السياسية، وأشار أثناء مناقشتها إلى فائدة الكتاب السنوي العالمي لأوروبا للبيانات المتعلقة بالعلاقات الدبلوماسية بين البلدان، ومنشورات المعهد الدولي للدراسات الاستراتيجية مثل التوازن العسكري للمسائل العسكرية، ومنشورات الحكومة الأمريكية لقضايا الإرهاب أنماط الإرهاب العالمي.
تقاس العولمة السياسية من خلال تجميع وترجيح البيانات حول عدد السفارات والمفوضين الساميين في بلد ما، وعدد عضوية الدولة في المنظمات الدولية، ومشاركتها في بعثات حفظ السلام التابعة للأمم المتحدة، وعدد المعاهدات الدولية التي وقعتها الدولة المذكورة. استخدم هذا المقياس من قبل أكسل دريهر، ونويل جاستون، وبيم مارتنز، وجيفري هاينز، وهو متاح في معهد كوف في المعهد الفيدرالي السويسري للتكنولوجيا في زيورخ.

## الجوانب
تملك العولمة السياسية أبعادًا مختلفة، وتخضع لعدد من التفسيرات بشكل مماثل للعولمة نفسها. نوقشت هذه الأبعاد في سياق الإمكانيات التحررية الجديدة، وكذلك في سياق فقدان الاستقلالية وتفتيت العالم الاجتماعي. تتجلى العولمة السياسية بظهور العديد من التغييرات مثل إضفاء الطابع الديمقراطي على العالم، وإنشاء المجتمع المدني العالمي، والانتقال إلى ما هو أبعد من مركزية الدولة القومية، لا سيما باعتبارها الفاعل الوحيد في مجال السياسة. تترافق مناقشة العولمة السياسية بالعديد من الأسئلة المحورية مثل مستقبل الدولة القومية، وما إذا كانت أهميتها تتضاءل وما هي أسباب تلك التغييرات، وكيف نشأ مفهوم الحوكمة العالمية. يعتبر إنشاء ووجود الأمم المتحدة أحد الأمثلة الكلاسيكية للعولمة السياسية، ومن الأمثلة الأخرى على ذلك الإجراءات السياسية التي تقوم بها المنظمات غير الحكومية والحركات الاجتماعية المهتمة بمواضيع مختلفة مثل حماية البيئة.
اقترح ديفيد هيلد أن استمرار العولمة السياسية قد يؤدي إلى خلق ديمقراطية عالمية تشبه الحكومة العالمية، تلقت هذه الرؤية نقدًا على نطاق واسع باعتبارها مثالية للغاية.

## العولمة السياسية والدولة القومية
يوجد جدل ساخن حول العولمة السياسية والدولة القومية. والسؤال الذي يطرح نفسه هو ما إذا كانت العولمة السياسية تعني تراجع الدولة القومية أم لا. يزعم أنصار العولمة المفرطة أن العولمة اجتاحت عالم اليوم على النحو الذي جعل حدود الدول تفقد أهميتها. يتجاهل معارضو العولمة هذه الفكرة، معتقدين أن الدولة القومية هي الفاعل الأعلى في العلاقات الدولية.